# Entedon epicharis
Entedon epicharis är en stekelart som beskrevs av Huang 1991. Entedon epicharis ingår i släktet Entedon och familjen finglanssteklar. Inga underarter finns listade i Catalogue of Life.